# Serra (Valencia)
Serra ist eine spanische Gemeinde der (municipio) der Landesregion Valencia (Communidad de Valencia) in Spanien. Gleichzeitig gehört sie zur Provinz Valencia und zur Comarca Campo de Turia und hat 3.725 Einwohner (Stand: 2024).

## Geographie
Serra liegt etwa 24 Kilometer nordnordwestlich der Provinzhauptstadt Valencia in einer Höhe von ca. 330 m. 

## Bevölkerungsentwicklung
| Jahr      | 1970 | 1981 | 1991 | 2001 | 2011 | 2021 |
| Einwohner | 1671 | 1514 | 1421 | 1972 | 3349 | 3326 |

## Bauwerke

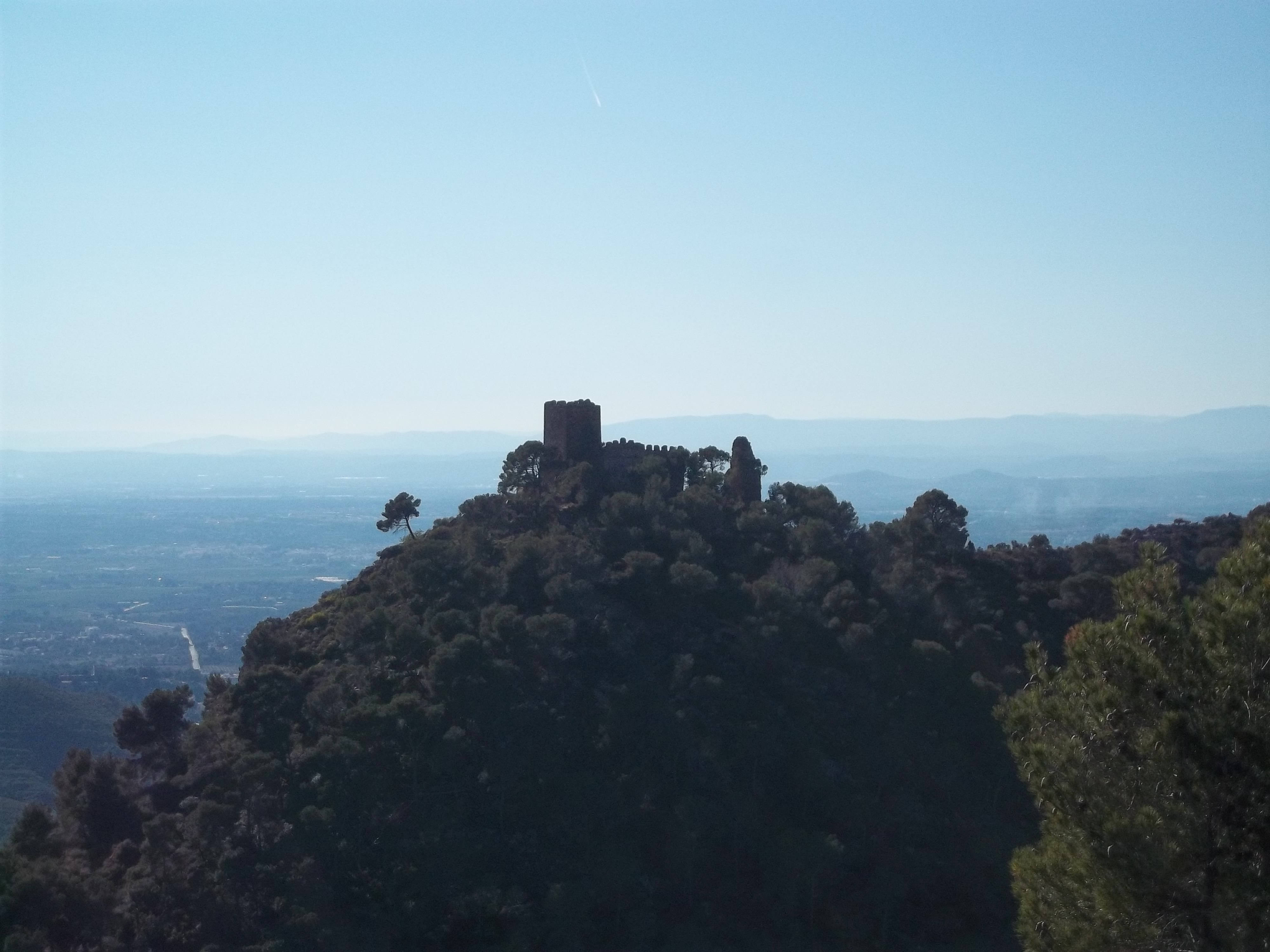
Burgruine von Serra
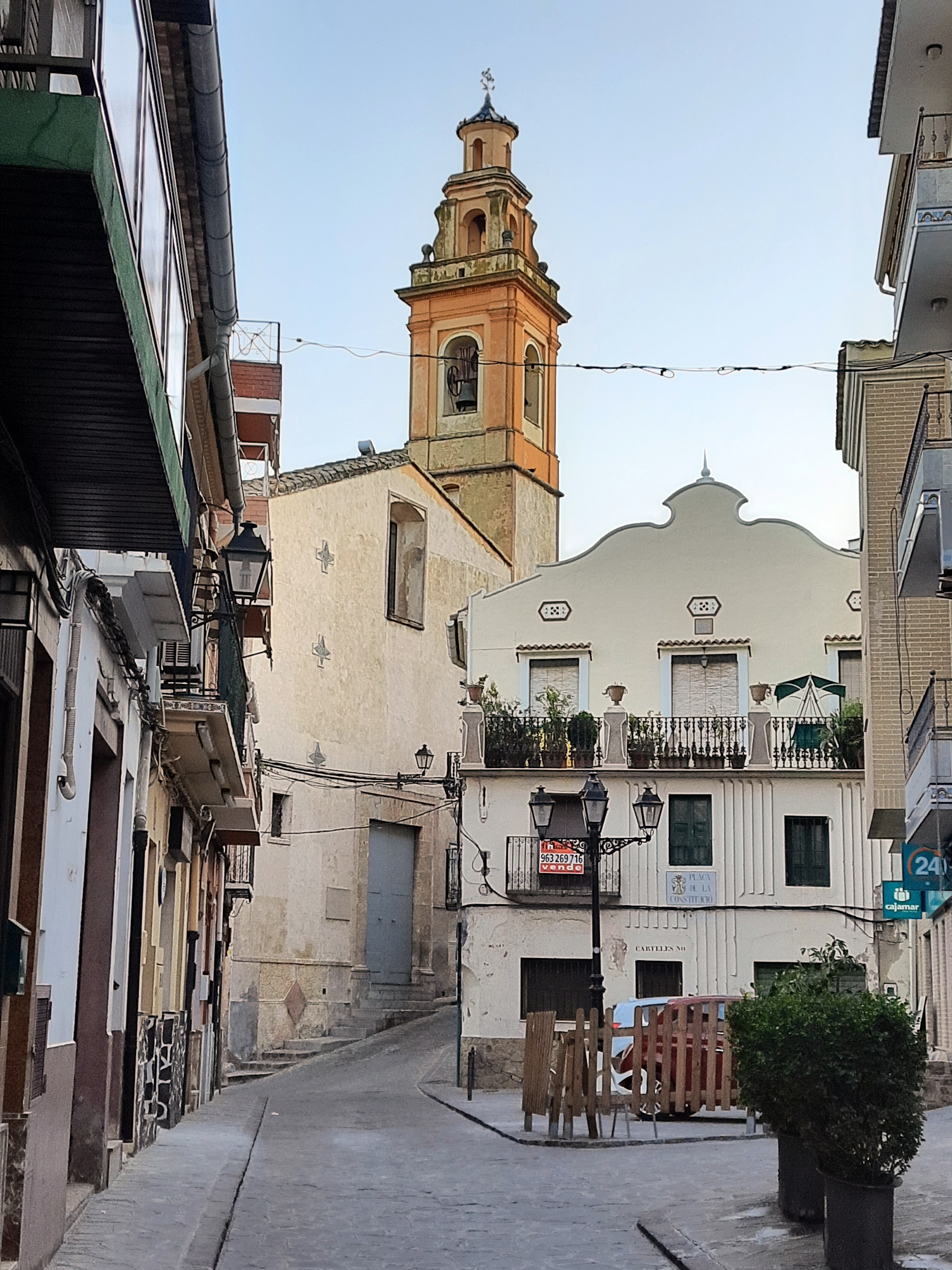
Kirche Mariä Engeln (Iglesia de Nuestra Señora de los Ángeles)
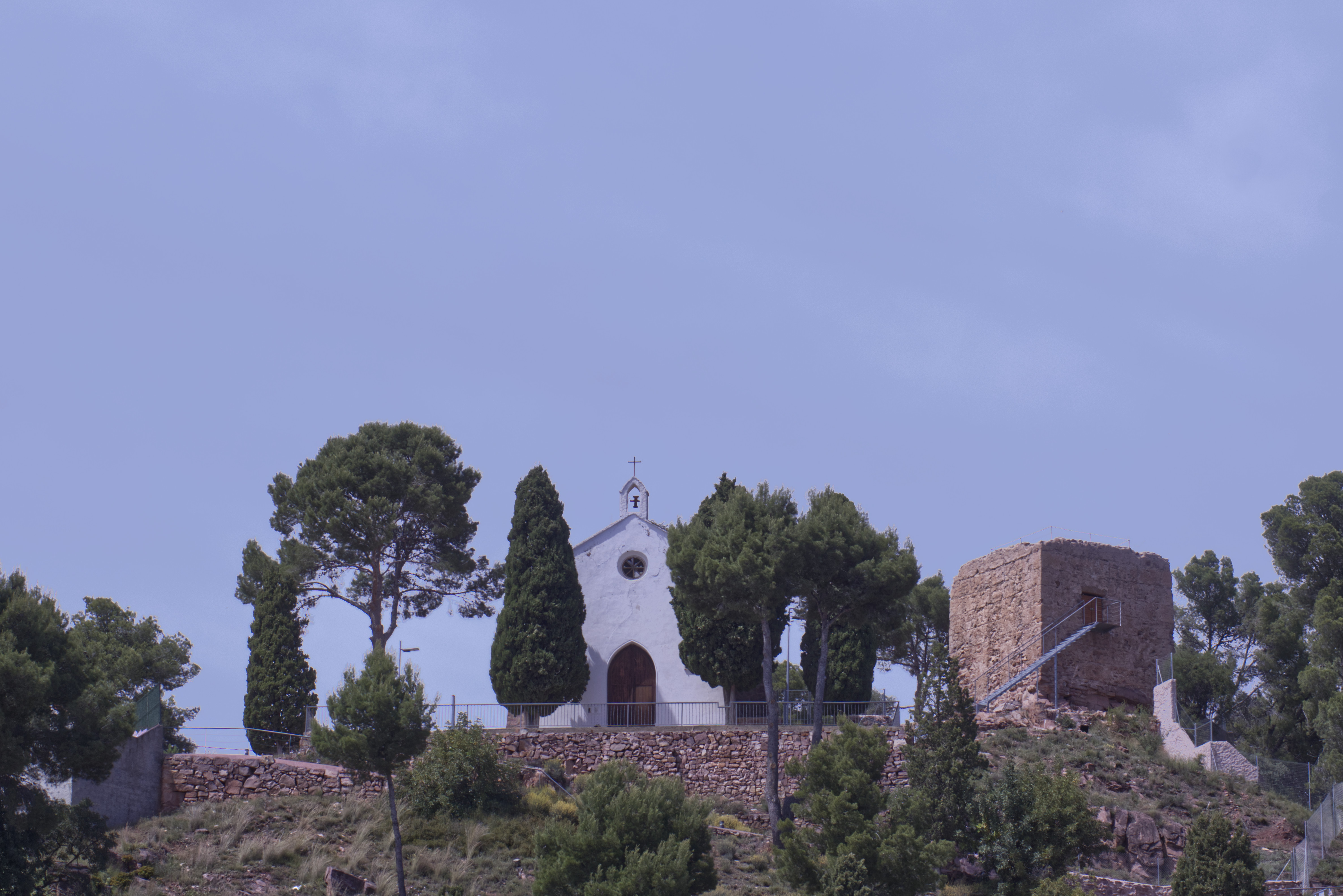
Josefskapelle
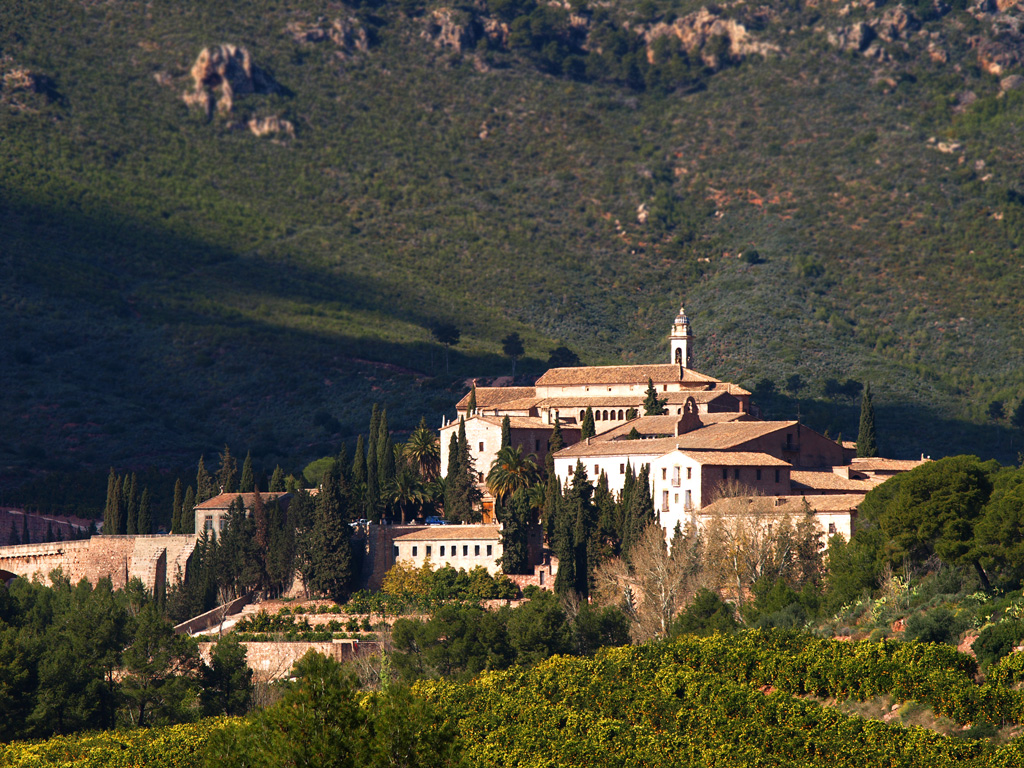
Kartause Porta Coeli

- Burgruine von Serra
- Kirche Mariä Engeln
- Josefskapelle
- Kartause Porta Coeli